# Нордичне катання на лижах

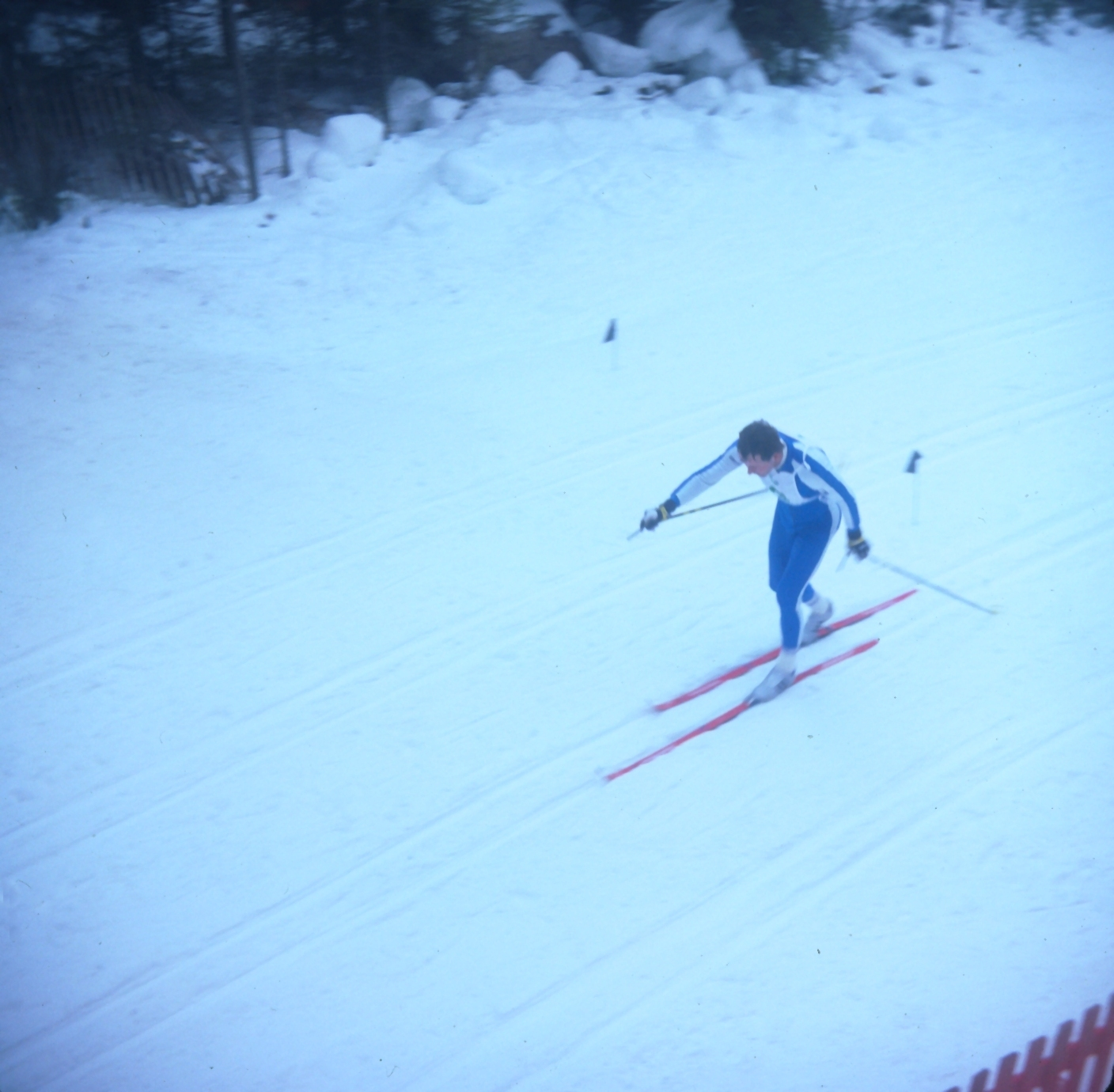
Північні дисципліни на Зимовій Олімпіаді 1980

Північні лижні дисципліни (англ. Nordic skiing)  — це види лижного спорту, в яких п'ятку черевика не можна жорстко зафіксувати до лижі, на відміну від гірськолижного спорту. До олімпійських дисциплін належать лижні перегони (крос-кантрі), стрибки з трампліна та лижне двоборство. Чемпіонат світу з лижних видів спорту є головною подією цих видів спорту та проводиться у зими непарних років між зимовими Олімпіадами.
Біатлон поєднує лижні перегони та стрільбу з гвинтівки, але не вважається північною дисципліною.